# Jürgen Mandl
Jürgen Mandl (19 agosto 1965) è un ex bobbista, ex multiplista ed ex ostacolista austriaco.

## Biografia

### Atletica leggera
Ex decatleta, ha preso parte ai campionati europei di Stoccarda 1986, non riuscendo a terminare la gara del decathlon, e precedentemente ai europei juniores di Schwechat 1983, dove fu settimo. Ha inoltre vinto il titolo nazionale assoluto del decathlon nel 1985 e colse la medaglia d'argento ai campionati nazionali indoor del 1984 nei 60 m ostacoli.

### Bob
Passato successivamente al bob, ha partecipato ai campionati mondiali di Sankt Moritz 1990, dove conquistò la medaglia di bronzo nel bob a quattro con Ingo Appelt, Gerhard Haidacher e Harald Winkler.
Agli europei ha invece vinto due medaglie nel bob a quattro, di cui una d'oro, ottenuta a Winterberg 1989, e una d'argento.

## Palmarès

### Bob

#### Mondiali
- 1 medaglia:
  - 1 bronzo (bob a quattro a Sankt Moritz 1990).

#### Europei
- 2 medaglie:
  - 1 oro (bob a quattro a Winterberg 1989);
  - 1 argento (bob a quattro a Igls 1990).

### Atletica leggera
| Anno | Manifestazione   | Sede      | Evento    | Risultato | Prestazione | Note |
| ---- | ---------------- | --------- | --------- | --------- | ----------- | ---- |
| 1983 | Europei juniores | Schwechat | Decathlon | 7º        | 7237 p.     |      |
| 1986 | Europei          | Stoccarda | Decathlon | dnf       | dnf         |      |

#### Campionati nazionali
- 1 volta campione nazionale assoluto del decathlon (1985)

1984
- Argento ai campionati austriaci assoluti indoor, 60 m ostacoli - 8"16

1985
- Oro ai campionati austriaci assoluti, decathlon - 7500 p.